# Compañía Cervecera de Canarias
La Compañía Cervecera de Canarias (CCC) con sede en Santa Cruz de Tenerife, fue fundada en 1939 empezando a fabricar una cerveza que se llamaría Dorada. En 1994 se fusionó con la Sociedad Industrial Canaria (SICAL) de Gran Canaria, que era la antigua cervecera La Tropical fundada en 1924.
En la actualidad, Compañía Cervecera de Canarias cuenta con más de 300 empresarios canarios entre su accionariado y forma parte del grupo Internacional Anheuser-Busch InBev. La compañía se sitúa entre las principales empresas canarias, impulsando la creación de cerca de 900 puestos de trabajo directos y más de 13 000 indirectos.

## Sociedad Industrial Canaria (SICAL)
En 1924, el empresario Cástor Gómez Navarro fundó en Las Palmas de Gran Canaria la compañía cervecera La Tropical, pero el inicio de la Guerra Civil propició su quiebra, siendo adquirida por un conjunto de empresarios que crearon la Sociedad Industrial Canaria.
La producción de esta nueva sociedad iba más allá del ámbito cervecero, dedicándose a otros sectores como el del café, chocolate e incluso el pesquero.
La inauguración en 1960 de la fábrica de Barranco Seco, en Las Palmas de Gran Canaria, supuso el inicio de la expansión de la empresa, convirtiéndose en la principal compañía productora de cervezas de Gran Canaria y una de las mayores empresas canarias. Su nombre comercial era Tropical, la cual continúa comercializándose.
El 5 de junio de 2010 estableció un nuevo Récord Guinness al crear la toalla más grande del mundo, de 2.240 metros cuadrados, en la Playa de Las Canteras de Las Palmas de Gran Canaria, batiendo el anterior récord obtenido en Chipre en 2008. Parte de la toalla se destinó al uso en los hogares, albergues y centros sociales y con otra parte se confeccionaron toallas individuales que se pondrán a la venta a bajo precio con el fin de recaudar fondos que luego se reinvirtieron en la financiación de sus programas sociales.

## Compañía Cervecera de Canarias (CERCASA)
En agosto de 1939, un grupo de empresarios canarios encabezado por Maximino Acea Perdomo funda en Santa Cruz de Tenerife la primera empresa cervecera de la isla: la Compañía Cervecera de Canarias (CERCASA).
Su nacimiento se produce en una época turbulenta: España se sumía en la posguerra y el resto del mundo se preparaba para la II Guerra Mundial. Como consecuencia, la maquinaria que se había comprado previamente en Alemania no pudo llegar a Tenerife hasta finales de 1945.
En julio de 1948 se embotella la primera cerveza, bajo la supervisión del maestro cervecero alemán Carlos Hans. CCC era el nombre de esa cerveza, que en los años sesenta pasó a llamarse Dorada.
En los 70, una nueva y moderna fábrica sustituye a las viejas instalaciones de los años cuarenta, contribuyendo a la expansión de la empresa.
Los logros recientes conseguidos por la marca son la medalla de oro del Instituto Internacional de Selección de Calidad Monde Selection, dentro de su certamen World Selections 2011. A esto se suma también el reciente reconocimiento del International Taste & Quality Institute (Instituto Internacional de Sabor y Calidad), una organización independiente de chefs y sommeliers con sede en Bruselas que, en su Superior Taste Award, ha concedido a Dorada Especial dos estrellas.

## Productos
- Dorada
- Dorada Especial
- Dorada Sin
- Dorada Sin con limón
- Dorada Especial Roja
- Dorada Especial de Trigo
- Dorada Especial de Miel
- Dorada Esencia Negra
- Tropical
- Tropical Premium
- Tropical Limón
- Caraperro Indian Pale Ale
- Caraperro Modern Lager
- Caraperro Yakima Red Ale
- Bandido con tequila
- Bandido con ron
- Appletiser

Las marcas de la Compañía Cervecera de Canarias (CCC) han sido galardonadas con una diploma de calidad de Oro a las Selecciones Mundiales organizadas por Monde Selection en 2011. Dorada Especial ha tomado parte en la edición 2012 y ha sido galardonada con el premio de calidad de Oro del mismo Instituto Internacional a la Calidad. Además, Dorada Pilsen ha recibido el premio International High Quality Trophy 2011 entregado a los productos que obtuvieron una distincíon de Oro durante tres años seguidos. La Dorada Especial Roja, en un inicio salió al mercado como edición limitada, debido a su éxito, fue continuada su producción. Al contrario ocurrió con la Dorada Especial Miel, que al tener un sabor a miel bastante marcado, no tuvo mucha aceptación por el mercado.